# Um Filme Minecraft
Um Filme Minecraft (título original: A Minecraft Movie) é um filme de aventura americano, baseado no videogame homônimo da Mojang Studios. Produzido pela Warner Bros. Pictures, Legendary Pictures, Mojang e Vertigo Entertainment.
A direção é de Jared Hess, com roteiro de Chris Bowman e Hubbel Palmer. Entre os produtores estão Jill Messick, Lydia Winters, Mary Parent, Jon Berg, Vu Bui, Jason Momoa, Cale Boyter, Roy Lee e Torfi Frans Olafsson. O elenco é liderado por Jack Black no papel de Steve, ao lado de Jason Momoa.  Outros atores incluem Danielle Brooks, Emma Myers, Jennifer Coolidge, Kate McKinnon e Jemaine Clement.
Os planos para uma adaptação cinematográfica de Minecraft começaram em fevereiro de 2014, quando Markus Persson revelou que a Mojang estava em negociações com a Warner Bros. para desenvolver o projeto. Inicialmente, Roy Lee e Jill Messick foram confirmados como produtores. Diversos cineastas, como Shawn Levy e Rob McElhenney, foram contratados para dirigir, e vários roteiristas, como Kieran e Michele Mulroney, Jason Fuchs, e Aaron e Adam Nee, foram selecionados para desenvolver o roteiro. Em 2019, Peter Sollett foi contratado como roteirista e diretor, com Allison Schroeder coescrevendo, mas ambos deixaram o projeto em 2022, sendo substituídos por Jared Hess na direção e Jason Momoa em negociações para protagonizar. O elenco adicional foi definido entre maio de 2023 e janeiro de 2024, e as filmagens começaram em meados de janeiro de 2024 na Nova Zelândia.
Um Filme Minecraft foi lançado nos cinemas do Brasil e Portugal no dia 3 de abril de 2025, com distribuição da Warner Bros.. Apesar das críticas mistas, o filme foi um sucesso de bilheteria, arrecadando US$ 955 milhões em todo o mundo, contra um orçamento de US$ 150 milhões, tornando-se o segundo filme de maior bilheteria de 2025 e o segundo filme de videogame de maior bilheteria de todos os tempos.

## Enredo
Nos anos 1980, Steve invade uma mina para realizar um sonho de infância e acaba descobrindo o Orbe da Dominância e o Cristal da Terra, usando-os para entrar no Overworld. Ele constrói seu próprio paraíso e, mais tarde, encontra um portal que o leva ao Nether. Lá, é capturado por Malgosha, o governante piglin do Nether, que odeia criatividade por ter sido ridicularizado no passado e deseja destruir o Overworld. Para impedir que outros entrem no Overworld, Steve pede a seu cachorro, Dennis, que esconda o Orbe e o Cristal debaixo de sua cama no mundo real.
No presente, Garrett "O lixeiro" Garrison, vencedor de um campeonato de videogame nos anos 1980, é dono de uma loja de jogos. Quando recebe uma ordem de despejo, participa de um leilão de armazenamento para encontrar itens valiosos e consegue arrematar os pertences da antiga casa de Steve. Enquanto vasculha os itens, na esperança de encontrar um Atari Cosmos para revender, acaba descobrindo o Orbe da Dominância e o Cristal da Terra.
Enquanto isso, Henry e Natalie se mudam para Chuglass, Idaho, após a morte de sua mãe. Os dois conhecem Dawn, uma corretora de imóveis que sonha em abrir um zoológico interativo. No primeiro dia de aula, Henry se mete em confusão quando seu jetpack improvisado sai de controle e derruba a estátua de um mascote no topo de uma fábrica de batatas chips. Para evitar problemas, ele finge que Garrett é seu tio e, sem querer, reativa o portal ao combinar o Orbe da Dominância com o Cristal da Terra na loja, levando os dois até as minas. Preocupada, Natalie vai atrás deles com Dawn. No fim, todos atravessam o portal e chegam ao Overworld. Malgosha percebe que o Orbe voltou e liberta Steve de sua prisão no Nether para recuperá-lo.
Enquanto enfrentam monstros à noite, Henry aprende a construir e ergue uma fortaleza de madeira. Ao tentar entrar, Garrett acidentalmente quebra o Cristal da Terra. Com o nascer do sol, Steve aparece para salvá-los e explica que precisam ir até a Mansão do Bosque para substituir o cristal. Ele os acompanha até uma vila próxima e ensina a arte da criação. No entanto, os piglins lançam um ataque ao local, separando Steve, Garrett e Henry de Natalie e Dawn. O trio escapa por pouco e derrota um ghast em uma caverna, enquanto Natalie e Dawn encontram Dennis, que promete levá-las de volta a Steve. Em resposta, Malgosha envia o Grande Porco para persegui-los.
O Grande Porco persegue Steve, Garrett e Henry, mas eles fogem usando vagões de mina, conseguindo derrotá-lo com a explosão de Creepers. Chegando à mansão, Steve e Garrett tentam distrair os saqueadores usando chapéus de cogumelo e organizando uma falsa festa de aniversário, dando tempo para Henry recuperar o Cristal da Terra e uma Pérola do Fim. Malgosha reaparece com um novo Grande Porco e destrói a ponte que leva à mansão. Garrett se sacrifica na explosão para salvar os outros, mas sobrevive. Steve e Henry se reúnem com Dawn, Natalie e Dennis em uma casa de cogumelos que construíram. Enquanto isso, Malgosha obtém o Orbe da Dominância e o usa para aumentar o poder do portal do Nether, declarando guerra contra o Overworld.
Steve, Henry, Natalie, Dawn e Garrett fabricam diversas armas e criam um exército de Golens de Ferro para enfrentar os piglins. Após uma intensa batalha, conseguem restaurar a luz do sol, fazendo com que Malgosha e os piglins sejam queimados. Os cinco retornam ao portal da Terra, e Steve dá Dennis para Dawn. Cada um deles encontra seu próprio sucesso: juntos, criam o videogame Block City Battle Buddies, Dawn abre seu zoológico com Dennis como atração, Natalie começa a dar aulas de defesa pessoal, Henry finalmente consegue fazer seu jetpack funcionar, e Steve e Garrett formam uma dupla musical que se apresenta na loja de Garrett. Ao voltar à sua antiga casa no mundo real para recuperar itens guardados no sótão, Steve conhece a atual proprietária, uma mulher chamada Alex.

## Elenco
- Jason Momoa como Garrett "O Lixeiro" Garrison, dono de uma loja de videogames.[10][11][12]
- Jack Black como Steve, um especialista em criação[15]
- Emma Myers como Natalie, irmã mais velha e guardiã legal de Henry[16]
- Danielle Brooks como Dawn, uma corretora de imóveis que deseja abrir um zoológico interativo[17]
- Sebastian Eugene Hansen como Henry, irmão mais novo de Natalie[17]
- Rachel House como a voz de Malgosha, a governante piglin do Nether[18]
- Jennifer Coolidge como Marlene, a diretora da escola de Henry[19]
- Jemaine Clement como Daryl, um leiloeiro, e também a voz de Bruce[20]
- Matt Berry como a voz de Nitwit, um aldeão desempregado. Efeitos sonoros do jogo Minecraft também são usados para o personagem[21]
- Jared Hess como a voz do General Chungus, um dos principais comandantes do exército de Malgosha

Os YouTubers DanTDM, Aphmau, Mumbo Jumbo e LDShadowLady fazem aparições não creditadas como eles mesmos no filme. Valkyrae(en) estava originalmente programada para aparecer, mas sua participação foi cortada. Kate McKinnon faz a voz de Alex, com Alice May Connolly sendo a presença física da personagem.

## Produção

### Desenvolvimento
Em 2012, a Mojang recebeu ofertas de produtores de Hollywood que queriam produzir programas de televisão relacionados ao Minecraft; no entanto, a Mojang afirmou que só se envolveria em tais projetos quando "a ideia certa surgisse". Dois anos depois, em fevereiro de 2014, uma tentativa de financiamento coletivo para um fan film através do Kickstarter foi encerrada depois que Markus 'Notch' Persson recusou permitir que os cineastas usassem a licença; a razão dada foi que o Kickstarter foi criado antes de qualquer acordo com a Mojang ter sido feito. Naquele mesmo mês, Persson revelou que a Mojang estava em negociações com a Warner Bros. Pictures para desenvolver um filme oficial do Minecraft a ser produzido por Roy Lee e Jill Messick. Em outubro de 2014, o COO da Mojang, Vu Bui, afirmou que o filme estava "em seus primeiros dias de desenvolvimento", dizendo que era uma produção de "grande orçamento", e também disse que poderia não ser lançado até 2018. Naquele mesmo mês, a Warner Bros. contratou Shawn Levy para dirigir o filme, enquanto em dezembro foi confirmado que Levy e os escritores Kieran e Michele Mulroney, que estavam desenvolvendo o filme juntos, haviam deixado o projeto.
Em julho de 2015, foi anunciado que a Warner Bros. havia contratado Rob McElhenney para dirigir o filme. De acordo com McElhenney, ele foi atraído para o filme com base na natureza de mundo aberto do jogo, uma ideia com a qual a Warner Bros. inicialmente concordou e para a qual lhe forneceram um orçamento preliminar de 150 milhões de dólares. Em 2016, a produção inicial do filme começou, inclusive em junho atribuindo uma data de lançamento para 24 de maio de 2019, em outubro definindo Jason Fuchs para escrever o roteiro, e em novembro contratando Steve Carell para estrelar como a voz de um personagem desconhecido. O filme Minecraft de McElhenney "morreu lentamente na videira" e, devido a conflitos de agenda, ele deixou o filme em agosto de 2018. Aaron e Adam Nee foram escalados para reescrever o roteiro e o filme foi adiado como resultado. Nenhum novo diretor foi anunciado naquela época.
Em janeiro de 2019, Peter Sollett foi anunciado para escrever e dirigir o filme, apresentando uma história totalmente diferente da versão de McElhenney. Messick, falecida em 2018, será creditada postumamente como produtora. Em abril de 2019, a Warner Bros. programou o lançamento do novo filme nos cinemas para 4 de março de 2022. Em junho de 2019, Allison Schroeder foi contratada para escrever o roteiro e coescrever a história com Sollett. Em outubro de 2020, a pandemia de COVID-19 levou a Warner Bros. a ajustar seu cronograma de lançamento, incluindo a remoção do filme Minecraft de sua data de lançamento planejada.
Em abril de 2022, a produção do filme Minecraft foi anunciada para avançar sem Sollett e Schroeder, agora com Jared Hess definido para dirigir e Jason Momoa nas primeiras negociações para estrelar no longa-metragem. O filme também foi confirmado como sendo um live-action. Também foi relatado que Chris Bowman e Hubbel Palmer reescreveriam o roteiro. No início de abril de 2023, foi relatado que o filme seria lançado em 4 de abril de 2025. Após desenvolver um projeto separado com a Legendary que nunca se concretizou, Hess foi convidado pelo estúdio a apresentar uma proposta para o filme. Ele gostou do desafio de adaptar um jogo de mundo aberto sem uma narrativa definida, buscando criar um filme divertido e absurdo. Em março de 2025, o Sindicato dos Roteiristas da América (WGA) reconheceu que Dana Fox contribuiu com material adicional para o roteiro.

### Escolha do elenco
Em maio de 2023, Matt Berry entrou em negociações para se juntar ao elenco. Mais tarde, em novembro, Danielle Brooks e Sebastian Eugene Hansen se juntaram ao elenco como Dawn e Henry, respectivamente. Em dezembro, Emma Myers também se juntou ao elenco. Em janeiro de 2024, Jack Black se juntou ao elenco como Steve, provocando seu elenco no filme através de sua conta oficial no Instagram, bem como Jennifer Coolidge, Kate McKinnon e Jemaine Clement em papéis não revelados.

### Filmagens
Em 19 de junho de 2023, foi relatado que as filmagens começariam em 7 de agosto na Nova Zelândia, antes de serem adiadas em julho devido à greve da SAG-AFTRA de 2023. Após o fim da greve no início de novembro de 2023, foi relatado que as filmagens teriam como objetivo começar no início de 2024. Com o anúncio de Brooks e Hansen como integrantes do elenco, as filmagens estavam programadas para começar no final de dezembro de 2023. As filmagens começaram em meados de janeiro de 2024, com Grant Major atuando como designer de produção.

### Pós-produção
Os efeitos visuais do filme são produzidos pela Sony Pictures Imageworks, Wētā FX e Digital Domain, com Dan Lemmon atuando como supervisor de efeitos visuais. A edição fica a cargo de James Thomas.

## Música
Mark Mothersbaugh compôs a trilha sonora original, enquanto Gabe Hilfer e  Karyn Rachtman(en) atuam como supervisores musicais. Mothersbaugh incorporou referências à música do jogo criada por C418 e afirmou que a trilha busca equilibrar o charme dos personagens com a ação, mantendo profundidade e ressonância emocional.
O filme contará com a canção original I Feel Alive, escrita por Jack Black e com participação de Dave Grohl (Foo Fighters), Troy Van Leeuwen (Queens of the Stone Age), Roger Joseph Manning Jr. (Jellyfish) e Mark Ronson, que toca guitarra rítmica e baixo. Brooks também contribui com vocais de apoio. A música foi lançada como single antes da estreia do filme, em 20 de março de 2025.
A trilha sonora de Mothersbaugh, juntamente com faixas originais de BENEE, Dayglow e Dirty Honey, foi disponibilizada digitalmente em 28 de março.

## Divulgação
Em 4 de setembro de 2024, o primeiro teaser do filme foi lançado, ao som de "Magical Mystery Tour", dos The Beatles. As reações do público ao teaser foram descritas como "divisivas" ou "geralmente negativas", com críticas ao CGI, ao design dos personagens e à abordagem live-action do filme. Andrew Webster, do The Verge, afirmou que, além das "imagens perturbadoras", o filme parecia ser "uma diversão boba para a família". Tom Power, do TechRadar, não conseguiu decidir se o visual era "deslumbrante ou digno de pesadelos". Por outro lado, Markus Persson, criador original de Minecraft, elogiou o trailer no Twitter, comentando: "Ok, estou dentro. Uau, que sensação estranha".
Diversos trechos e imagens do teaser, como uma ovelha rosa berrando, uma lhama branca e Jack Black como Steve dizendo "Eu... sou o Steve", foram amplamente ridicularizados e se tornaram memes na Internet. Um segundo trailer, ao som de "Time to Pretend", do MGMT, foi lançado em 19 de novembro e recebeu uma resposta mais positiva do público. O trailer final do filme foi lançado em 27 de fevereiro de 2025.

## Lançamento
Um filme minecraft foi lançado nos cinemas em IMAX nos Estados Unidos pela Warner Bros. Pictures Distribution em 4 de abril de 2025. Inicialmente estava programado para ser lançado em 24 de maio de 2019, mas em 26 de abril de 2019, a Warner Bros. adiou o filme para 4 de março de 2022. Em 6 de outubro de 2020, a Warner Bros. removeu o filme do cronograma de lançamento devido à pandemia de COVID-19 e para evitar a competição direta com The Batman, antes de ser remarcado para sua data de lançamento final em 4 de abril de 2025.
O filme estreou nos cinemas de Portugal e Brasil em 3 de abril de 2025.

## Recepção
No site agregador de críticas Rotten Tomatoes, 48% das 186 resenhas dos críticos são positivas, com uma classificação média de 4,9/10. O consenso do site diz: "Aparentemente um filme sobre a celebração da criatividade, A Minecraft Movie oferece uma caixa de areia colorida para Jack Black e Jason Momoa brincarem divertidamente em uma história curiosamente construída a partir de blocos de construção convencionais." O Metacritic, que usa uma média ponderada, atribuiu ao filme uma pontuação de 45 em 100, baseado em 40 críticos, indicando críticas "mistas ou médias". As reações do público ao filme foram mais positivas em comparação às críticas; O público entrevistado pelo CinemaScore deu ao filme uma nota média de "B+", em uma escala de A+ a F, enquanto 67% dos entrevistados pelo PostTrak disseram que definitivamente recomendariam o filme. Crianças menores de 12 anos deram ao filme uma nota média de cinco estrelas, enquanto os pais deram uma média de quatro estrelas e meia..